# Araripeneura gracilis
Araripeneura gracilis là một loài côn trùng trong họ Myrmeleontidae thuộc bộ Neuroptera. Loài này được Martins-Neto & Vulcano miêu tả năm 1989.